# Icius peculiaris
Icius peculiaris är en spindelart som beskrevs av Wesolowska, Tomasiewicz 2008. Icius peculiaris ingår i släktet Icius och familjen hoppspindlar. Inga underarter finns listade i Catalogue of Life.